# Justified & Ancient
Justified & Ancient är en sång av The KLF, utgiven som singel i november 1991. Countrysångerskan Tammy Wynette medverkar på versionen "Stand by The JAMs". Singeln nådde första plats på Sverigetopplistan och andra plats på UK Singles Chart.